# Encarsia kemneri
Encarsia kemneri är en stekelart som först beskrevs av Ahlberg 1947.  Encarsia kemneri ingår i släktet Encarsia och familjen växtlussteklar. Arten är reproducerande i Sverige. Inga underarter finns listade i Catalogue of Life.